# La guerra civile negli Stati Uniti
La guerra civile negli Stati Uniti (in inglese The Civil War in the United States), è una raccolta di articoli sulla guerra civile americana di Karl Marx e Friedrich Engels per il New York Tribune e Die Presse di Vienna tra il 1861 e il 1862 e la corrispondenza tra Marx ed Engels tra il 1860 e il 1866. Fu pubblicato come libro nel 1937, curato e con un'introduzione di Richard Enmale.

## Contenuto
Gli articoli promuovono il lato unionista della guerra, sostenendo che il conflitto riguardava fondamentalmente la schiavitù. In questi articoli Marx ed Engels osservavano quello che succedeva nella guerra civile americana e cercavano di capire cosa succederà nel futuro, spiegando la situazione rivoluzionaria al proletariato.

## Contesto storico
La rivoluzione americana della fine del XVIII secolo fu seguita da una rivoluzione ancora più grande e più sanguinosa negli anni sessanta del XIX secolo. Solitamente presentata come la Guerra Civile Americana, fu in realtà un conflitto rivoluzionario tra il capitalismo industriale del Nord, storicamente progressista, e la controrivoluzione dei proprietari di schiavi e delle piantagioni del Sud. Questo scontro causò centinaia di migliaia di morti e fu seguito dalla rivoluzione e controrivoluzione latenti della Ricostruzione.